# Chiesa di San Bartolomeo (Romeno)

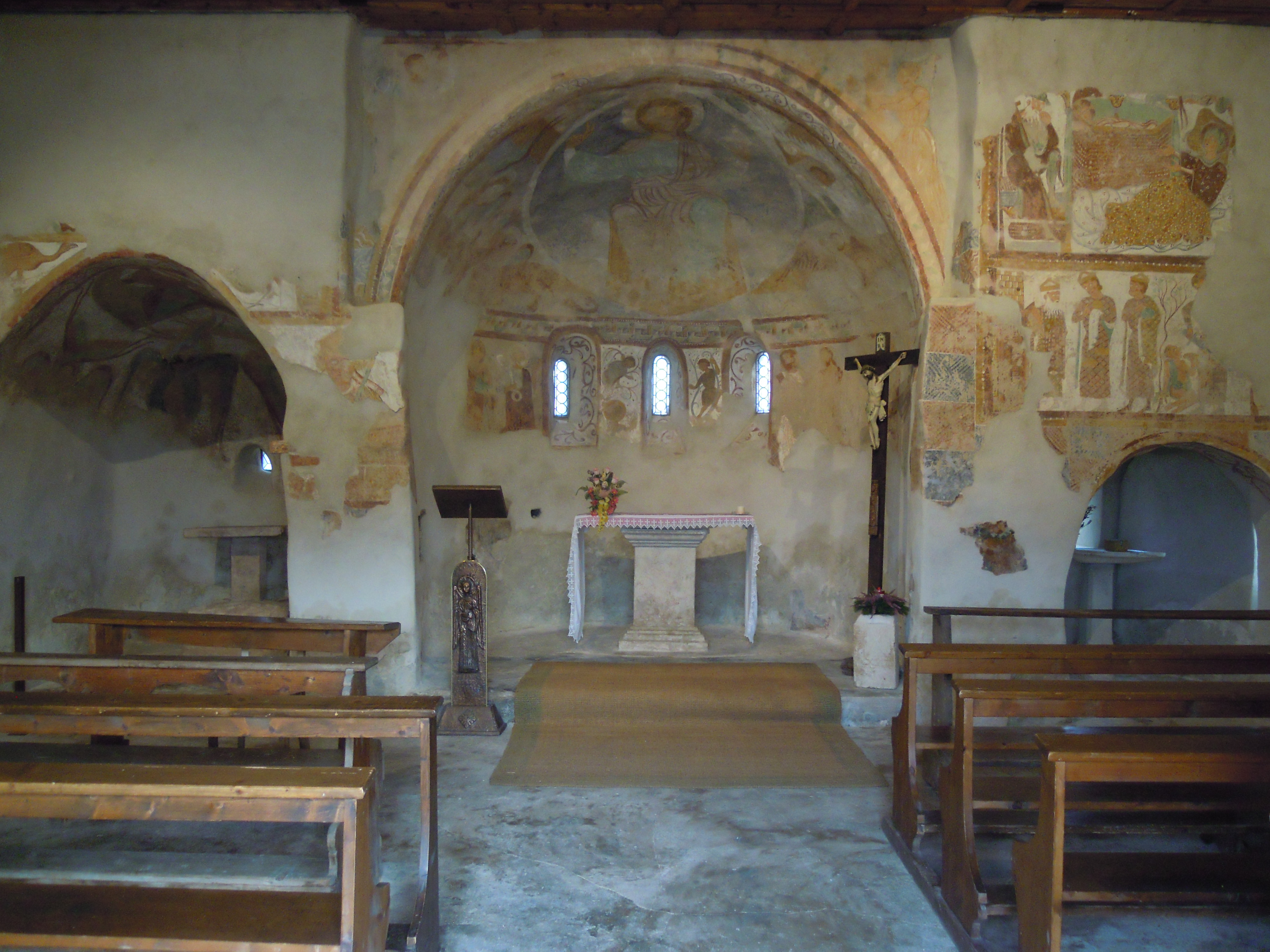
Interno

La chiesa di San Bartolomeo, detta anche "chiesetta del maso" è un edificio religioso di Romeno, comune italiano del Trentino - Alto Adige.
Il maso e la chiesa di San Bartolomeo sono situati a circa un chilometro dall'abitato di Romeno. La località rappresenta uno degli insediamenti umani più antichi dell’Alta Val di Non ed è conosciuta grazie ai rinvenimenti di antichità romana e alla fiera del bestiame, scomparsa da alcuni decenni, che aveva luogo ogni anno, in occasione della festa di San Bartolomeo, il 24 agosto.
L'ospizio medievale venne probabilmente eretto fra il 1191 e il 1214 ma non più attivo a partire dal 1400. Di questo ospizio rimangono oggi soltanto alcuni elementi, ora nella casa colonica, tra cui: dei muri di base, qualche avvolto, un'entrata del cortile con stipiti di pietra rossa e un bellissimo affresco romanico, di un'epoca precedente rappresentante la Beata Vergine con tre santi.
La chiesa è di forma quasi quadrata, le sue dimensioni sono 9,40 x 8,45 m. Anticamente la sua lunghezza era il doppio, ossia 17,50 m. Nel 1830 la facciata e parte della chiesa rivolta a ovest vennero demoliti in seguito ad un ordine del vescovo. Fu restaurata nel 1923 e le modifiche coinvolsero il tetto che da pesante muratura passò al legno, gli affreschi che vennero scoperti poiché nel 1700 vennero coperti con uno strato di calce e la scoperta dell’ara di pietra che costituisce l’altare. La parete esterna rivolta verso est presenta una sporgenza absidale, infatti l'abside centrale interna disegna la sua sagoma anche all'esterno, con 4 lesene tra le quali 3 finestrelle monofore forse rappresentanti la trinità. Entrando si potevano notare ai lati dell’abside centrale, ora non più presenti all’interno della chiesa, due statue lignee del 1700 che raffigurano la Vergine Maria e san Tommaso. Il soffitto di legno è di epoca recente e le due pareti laterali ricoperte di affreschi. Nella parete frontale ci sono tre absidi o vani. Quello centrale, risalente al settimo o ottavo secolo, termina in un semicerchio e la cupola è un quarto di sfera. La sua base viene definita a ferro di cavallo. Inoltre le tre monofore danno luce al vano al centro nel quale c'è l'altare.
Entrando, sulla destra, si trova una rientranza dovuta probabilmente all'antico campanile demolito successivamente.

## Il Maso di San Bartolomeo: dall'origine alla famiglia Calliari
Vari documenti certificano l'esistenza dalla struttura abitativa e dell'adiacente chiesa, già a partire dall'XI secolo, ma taluno suppone, dopo ricerche e approfondimenti, che il primitivo sacello possa risalire al IV secolo. Si ipotizza che fosse contemporanea alla chiesa distrutta a Sanzeno e forse costruita dagli stessi martiri Sisinnio, Martirio e Alessandro venuti in valle per evangelizzare. Era già stato emanato l'editto di Teodorico del 380 d.C. che invitava le popolazioni ad abbracciare la fede cristiana e a difenderla. Se il sacello di Romeno fu preservato dalla distruzione si ritiene sia dovuto alla presenza, nell’importante villaggio, di una consistente guarnigione romana.
Nel tempo che intercorre per arrivare all'anno 1100 probabilmente il maso sarà diventato sede di una gastaldia longobarda (sede amministrativa) e che, al posto del tempietto a Saturno, si sia sviluppato un luogo di culto cristiano che darà origine alla sacello dei santi Bartolomeo e Tommaso. Ѐ pure ragionevole pensare che attorno alla chiesetta prosperasse un centro di attività agricola con dei caseggiati rurali. Romeno poi fu elevato a gastaldia vescovile con sede amministrativa alla «Corte di San Thomè». Passava di là un’importante via di comunicazione verso la Val d'Adige. Per volontà dei vescovi di Trento Corrado di Beseno (1189 - 1205) e successivamente di Federico Vanga (1207-1218) fu eretto un ospizio per dare protezione e asilo ai viandanti e pellegrini. Sono molteplici i documenti che ne parlano.  Il governo del maso con ospizio divenne anche monastero e inizialmente fu affidato ai frati ospedalieri di S. Antonio di Vienne, congregazione di origine francese. Numerosi sono i documenti che testimoniano l'esistenza e l'attività del monastero e ospizio nel corso dei secoli successivi, come ad esempio “Annali del Principato ecclesiastico di Trento dal 1022 al 1540” dove si legge che nell’anno 1456 "l'ospitale di San Tomaso" era praticamente soppresso, non era gestito autonomamente, ma era divenuto beneficio ecclesiastico. Tuttavia da un documento dell’anno 1522 sembrerebbe che al Maso di san Bartolomeo e Tommaso ci fossero ancora confratelli e fosse anche sede di ospitale. Nel 1593 il beneficio passò al primo seminario vescovile e i poderi furono dati in locazione. Nella primavera del 1612, in preparazione del noto e importante “Processo alle streghe di Coredo” la commissione dell’inquisizione, presieduta dall’assessore delle valli Gabriele Barbi, si portò a Romeno presso la «Corte di San Thomè» per ricercare prove e indiziati di stregoneria nell’alta Val di Non.
Nel 1667, l'autorità vescovile diede in locazione perpetua ai fratelli Giovanni e Nicolò Calliari di Romeno il maso del Priorato di San Tomaso compresa la chiesetta dei Santi Bartolomeo e Tommaso verso la quale assunsero l'obbligo giuridico della manutenzione. I discendenti dei Calliari ne sono proprietari. La locazione doveva essere rinnovata ogni 19 anni con obblighi e livelli molto gravosi. Dopo l'arrivo di Napoleone nel 1797 il Principato di Trento fu soppresso e anche il “Maso” passò dall'asse ecclesiastico a quello civile continuando ad essere condotto dalla famiglia Calliari. Quando il territorio trentino ritornò all'Austria la locazione perpetuale da rinnovarsi ogni diciannove anni fu ripresa con un livello da pagare annualmente fissato in 12 moggi di segala e 6 di avena senza gli altri oneri accessori precedenti. Negli anni successivi la famiglia Calliari si affrancò anche da tale livello e divenne proprietaria assoluta libera dall’obbligo di mantenere l'unità poderale.
La chiesetta, adiacente all'omonimo Maso, è stata di proprietà della famiglia Calliari fino all'anno 1985 quando diventò patrimonio della parrocchia in seguito alla donazione dei numerosi eredi.

## Descrizione
La chiesa di San Bartolomeo è nominata in un documento risalente al 1187, di cui però non è rimasta l'originale ma solamente la sua trascrizione. La costruzione iniziale si crede fungesse d'altare precristiano, riutilizzata poi nei periodi bizantini. La chiesa è uno dei maggiori monumenti storici e pittorici della Val di Non: una specie di unione fra la pittura venostana e la decorazione prealpina del XIII secolo. Dall’esterno solo con un’osservazione attenta si può capire che l’edificio è romanico, si intravede solo un’abside, infatti inizialmente la chiesa era stata costruita con una sola abside: quella centrale. Le due absidi laterali sono state aggiunte circa tre secoli più avanti. La lunghezza della chiesa è stata ridotta, fino ad arrivare a 10 m mentre la larghezza è rimasta invariata (9 m), questo abbattimento è avvenuto negli anni dell’800.
A questo proposito nel 2003 è stato scelto di applicare il metodo della misura di resistività elettrica, metodo per capire se sotto terra sono ancora oggi presenti frammenti murali riconducibili alla chiesa prima della demolizione. Grazie a questo studio si è rivelato che nel terreno sono ancora presenti frammenti di muro, scavo archeologico è stato possibile capire se questi frammenti appartenessero alla chiesetta o se fossero parte di un’altra struttura esterna.
Si crede che in precedenza ci fosse anche un campanile, successivamente demolito, anche se per questo non ci sono delle prove significative. La parte interna della chiesa è rimasta quasi invariata, tranne per parte delle decorazioni, che sono state rovinate e per la ristrutturazione del tetto. All’esterno la chiesa presenta un piccolo rosone senza decorazione sulla facciata principale, sotto ad esso si trova l’unica porta di accesso. L'intonaco generale appartiene a varie epoche diverse. Sul lato nord si intravede un affresco, si crede sia di san Cristoforo.

## Rinvenimenti
A Romeno sono state rinvenute in totale 10 lapidi risalenti al periodo romano e alcuni frammenti, tuttora murati nelle pareti esterne della chiesa. Di queste 10 lapidi, 7 sono state trovate nei pressi del maso.
1. SATURNUS Patrius servanus, un’ara di calcare rosso dalle dimensioni di 27x31 cm risalente al terzo secolo d.C.
2. SATURNUS Deus, un frammento di un’iscrizione dalle dimensioni di 12x24 centimetri appartenente alla bassa età imperiale
3. NONIA, due frammenti di sarcofago di calcare bianco, dei quali il maggiore presenta un’iscrizione
Nonia è una delle gens che abitava la zona al tempo del tempio pagano. Da questa famiglia deriva molto probabilmente il nome della Val di Non.
4. L. OC… …TIUS, un frammento di un’iscrizione, ora scomparso
5. …TRIP…, un piccolo frammento di pietra levigata di calcare bianco murato nella parete meridionale esterna della chiesa
6.NS…
EA…
M…
COM…
Un frammento di un’iscrizione, tuttora scomparso
7. SV
CI
Un frammento di una lapide contornata da una cornice, murato nella parete occidentale della chiesa.
Un altro elemento da considerare è l’altare composto da una mensa che poggia su un'ara di calcare di origine ed epoca romana inizialmente riportante un'iscrizione successivamente probabilmente raschiata con il fine di adattarla al suo scopo. L’altezza è di 90 cm e la larghezza 65 cm e di superficie liscia.
Questi rinvenimenti sono così numerosi grazie alla posizione del maso e della chiesa, infatti questo luogo è stato anche un ospizio per i pellegrini che percorrevano la strada, una delle poche in quel tempo, che passava tra il maso e la chiesa e raggiungeva il Passo della Mendola. Romeno era stato scelto come Gastaldia della Val di Non, assieme a Cles. Dunque Romeno aveva una curia vescovile chiamata “Corte di San Tomé”. Per questa ragione la chiesa inizialmente era dedicata oltre che a San Bartolomeo anche a San Tommaso.
Generalmente dagli studi e dagli accertamenti di questi 7 frammenti e dall’altare si può affermare che questa chiesa è stata costruita su un precedente tempio pagano dedicato al Dio Saturno.

## Affreschi
Gli affreschi, risalenti alla prima metà del '200, presenti nella chiesetta di San Bartolomeo, che interessano tutti i lati tranne quello ad ovest e le tre absidi, sono tutti caratterizzati dallo stesso stile, composto dall’intersezione delle correnti asiatico-bizantina e romanico-occidentale. Di quest'ultima troviamo prevalentemente tracce della corrente renana o tedesca. I colori dominanti sono il giallo, il rosso e il verde. Furono realizzati dalla stessa bottega che operò nella chiesa di San Giacomo a Kastelaz di Termeno.
All'esterno, sul lato nord, invece si trovano delle tracce di figure umane, probabilmente San Cristoforo, ma l'affresco è illeggibile.

### Le tre absidi

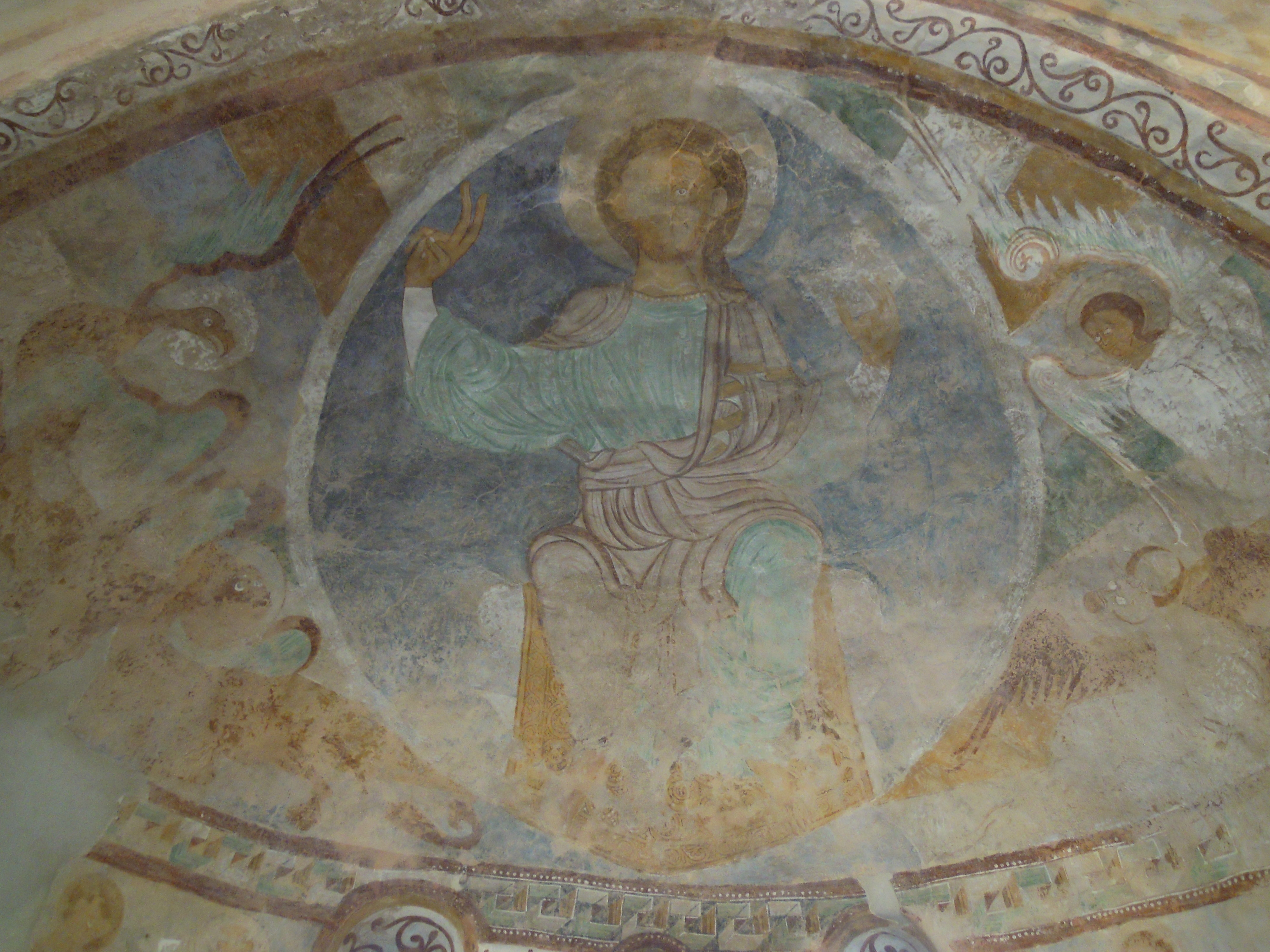
Cristo pantocratore - abside centrale

Sulla volta dell’abside o vano centrale è raffigurato un Cristo, molto differente da quello delle absidi laterali, circondato dai simboli dei quattro evangelisti e decorato con dei fregi romanici. Lo stile di questi ultimi si discosta leggermente da quello del Cristo. San Matteo viene raffigurato con delle ali molto lunghe che si snodano a ricciolo; San Giovanni e San Marco sono parecchio rovinati, San Marco è accompagnato da un leone dalle piccole ali raccolte; San Luca, infine, una delle poche figure complete, è rappresentato con delle lunghe ali distese e delle corna.

Il Cristo appare seduto su di un trono decorato attraverso molteplici cerchi perlinati. Questo aspetto è tipico dell’arte venostana ed appare in diverse chiese. Egli è a braccia levate, una in atto di benedizione e l’altra con il libro aperto, indossa una veste, avente l’orlo perlinato, dai definiti contorni e i suoi capelli ricadono sulla spalla sinistra. Questo affresco è anche detto “Cristo in mandorla” proprio perché il Cristo si trova racchiuso in una “circonferenza schiacciata” che ricorda la forma di una mandorla. Lo sfondo di questa è di colore blu.

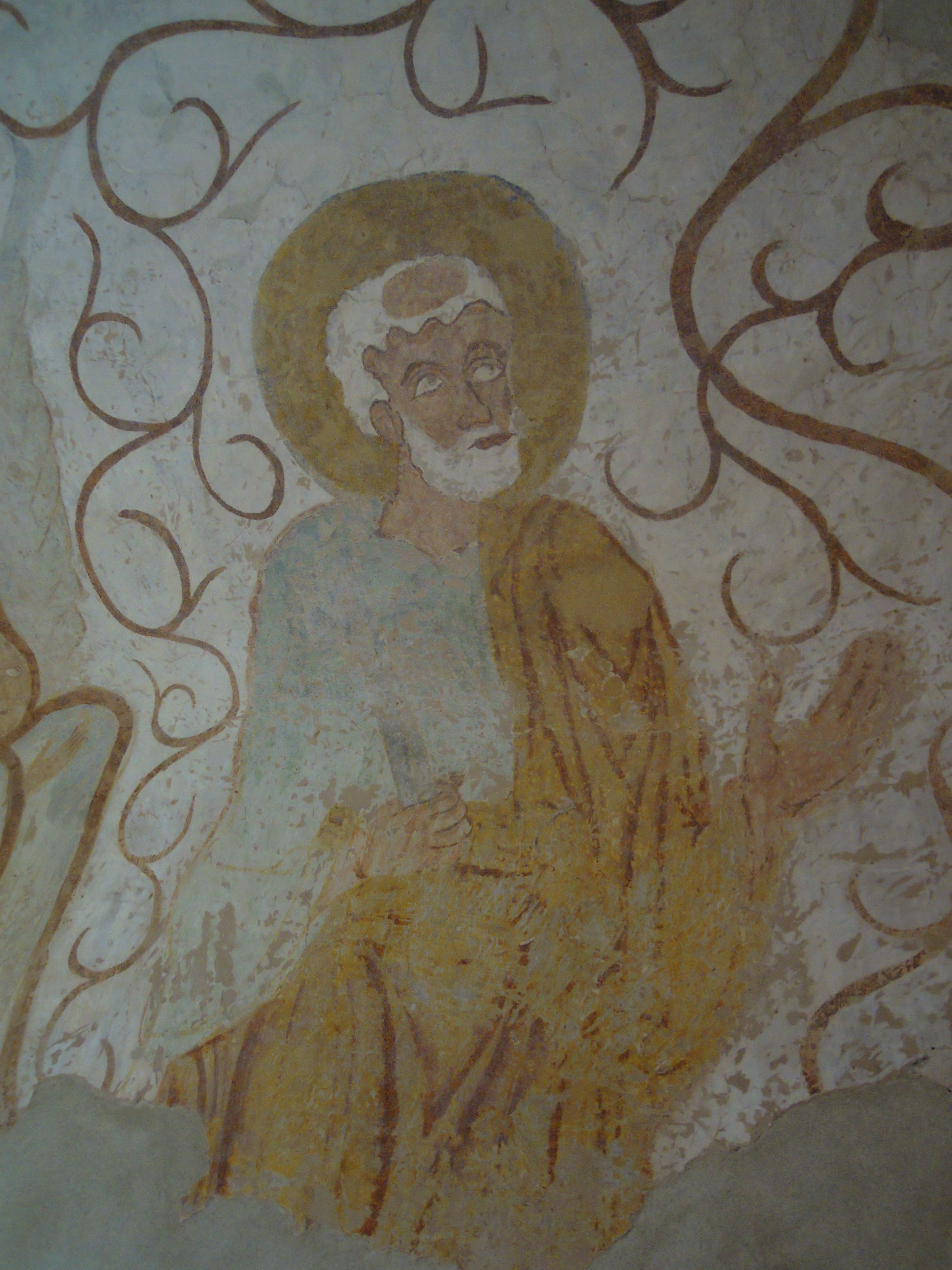
S. Pietro - abside destra

Sul tamburo dell’abside sono raffigurati tutti i 12 apostoli su uno sfondo a bande colorate, in alto azzurro e con degli intrecci bianchi su sfondo marrone. Questi, assieme alle azioni in svolgimento, sono raffigurati in maniera variegata.
Tra le tre finestrelle dell’abside centrale, simbolo della trinità, si trova raffigurata l’entrata di Gesù a Gerusalemme. Questa scena è posta al centro dell’abside e divide in due gruppi gli apostoli. Due uomini tra gli alberi reggono delle fronde e al di sotto si intravede un uomo con l’aureola.
Le absidi a fianco, successive a quella centrale, di circa 3 secoli, sono a volta e affrescate. Sono asimmetriche, irregolari e diverse per luminosità, ampiezza e forma.

Oltre all’abside centrale anche quella laterale ha un altare uguale a quello dell’abside centrale. Sono di uguali dimensioni (75x65 cm) aventi la cornice di contorno e dello stesso materiale.

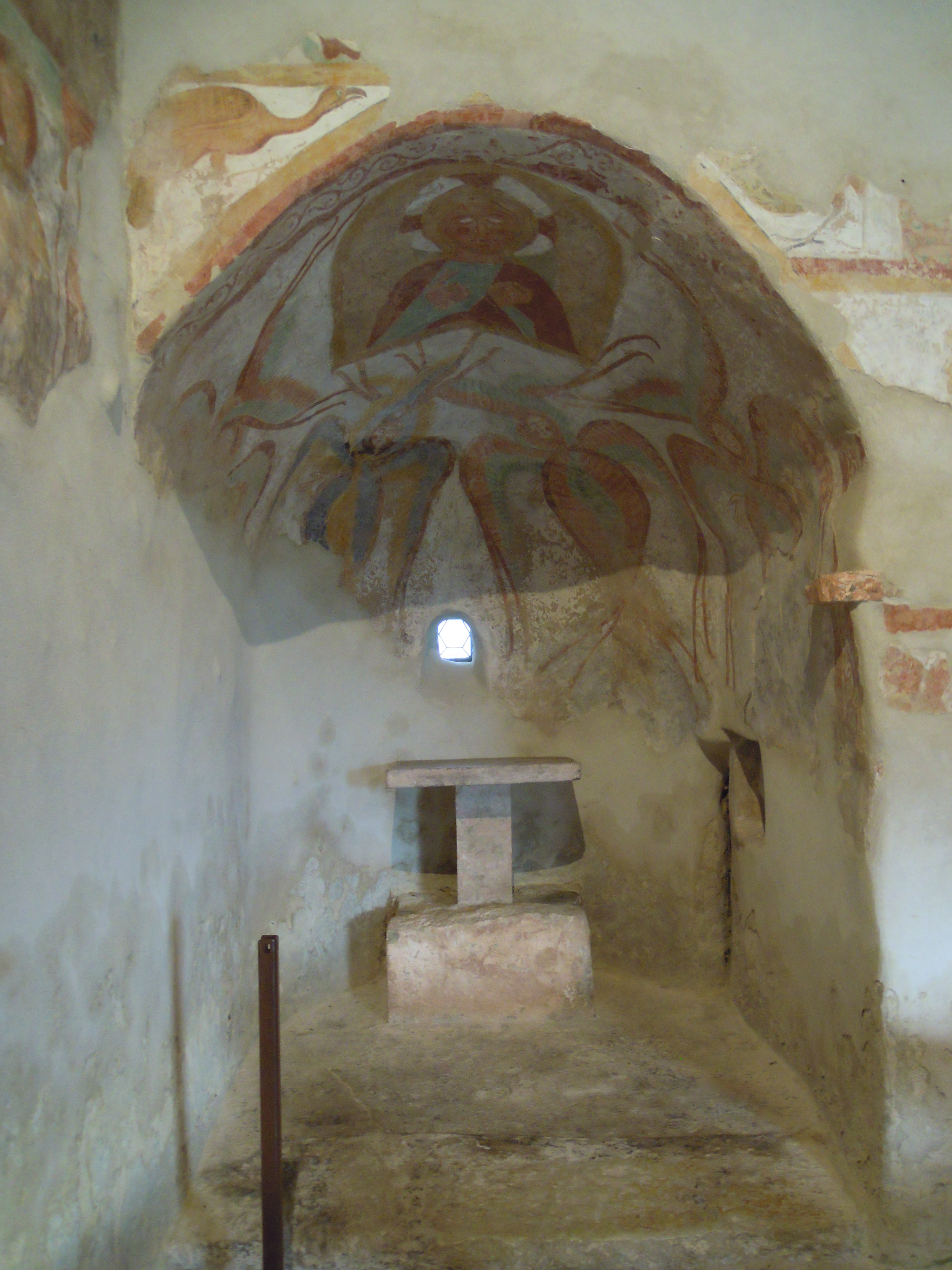
Abside sinistra

Sulla cupola dell’abside di sinistra si trovano raffigurati quattro cherubini, dall’incarnato chiarissimo e dalle ali multicolori, che occupano completamente lo spazio della parete, i cui bordi sono decorati da occhi, che sorreggono la figura di Cristo, in mandorla, molto rovinata. Il suo volto è incorniciato dai capelli. Le mani e i piedi dei cherubini, realizzati in modo maldestro, restituiscono corporeità alle figure. Esistono molte differenze tra il Cristo dell’abside di sinistra e di quella centrale. Mentre in quella di sinistra il volto di Cristo è incorniciato soltanto dai capelli in quella di destra troviamo dipinte anche le orecchie. Possiamo notare delle differenze anche negli occhi. Il Cristo di destra ha una veste molto più ricca e definita rispetto a quello di sinistra; inoltre le aureole, crociate in entrambi i casi sono di colori differenti: rossa su fondo bianco e bianca su sfondo giallo/oro. Si può dunque dedurre che le due opere non arrivino dallo stesso autore. Sul pilastro tra l'abside sinistra e quella centrale si può notare la figura di un vescovo, tenente un bastone pastorale ed affiancato da un orante. La decorazione purtroppo è molto rovinata. La figura dell'orante potrebbe far parte dello zoccolo sebbene rivolga lo sguardo al vescovo.

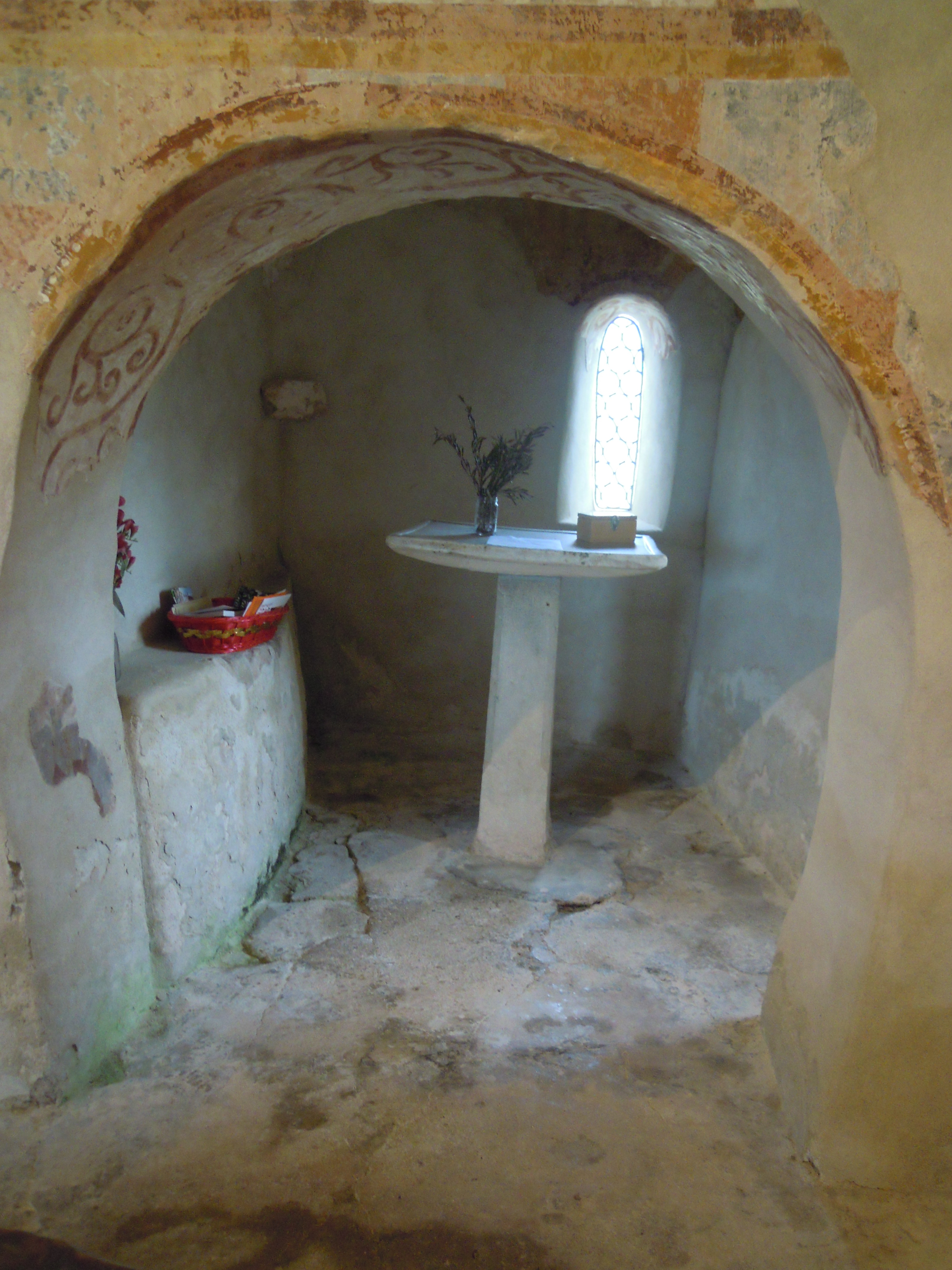
Abside destra

L’abside destra, a sud, ha una piccola volta a cupola, sulla quale facciata orientale si intravede il busto di Cristo benedicente, sono presenti, ai lati, anche i Santi Pietro e Paolo con in mano un libro. In altri studi si credeva fossero i S. Tommaso e Bartolomeo, questo dal fatto che quest’ultimo è raffigurato con un coltello, simbolo rappresentante la morte del santo. Nell'interfaccia della volta è rappresentato nuovamente il busto del Santo Vescovo, su di esso esistono due ipotesi: una dice che l’uomo in questione sia S. Vigilio, IV vescovo di Trento, l’altra dice che sia il vescovo Vanga. Questo perché è stato trovato un documento rappresentante il vescovo in questione dipinto proprio come nella chiesa. Al centro della volta è raffigurato invece l’Agnello mistico che regge la croce. In questa abside sono presenti delle lettere che non è stato possibile chiarire, probabilmente fanno parte della decorazione.

### Parete est (sopra le absidi)
Sulla parete est, al di sopra delle tre absidi, viene rappresentato un uomo avvolto nelle spire di un serpente: simbolo sicuramente negativo. Si può ipotizzare che si tratti della rappresentazione dell'uomo avvolto dal peccato. L'uomo ha un incarnato scuro.
Da sottolineare è l'estrema varietà cromatica dello zoccolo sia nei fregi a riquadri che nelle figure. Salendo lungo la parete la colorazione diminuisce.
Nella parete est, sopra all'abside sinistra, rimane una traccia della rappresentazione di due pavoni, i quali potrebbero ipoteticamente essere un segno battesimale, e un frammento di piede. L'arcone è delimitato da un fregio rosso e giallo.
Sull'arco trionfale, al di sopra dell'abside centrale, si trova rappresentata l'offerta di Caino e Abele. Abele regge l’agnello, ora non più presente, probabilmente avvolto in un panno bianco e sulle spalle, appoggiato, porta un cappello. Caino indossa una veste di un solo colore con dei punti di luce bianca. Inoltre appare la mano di Dio rivolta verso Caino, circondata da delle nubi, che esprime rifiuto.
Al di sopra dell’abside posta a destra è rappresentata la Natività. La Madonna, semidistesa sopra un letto, rivolge il suo sguardo al bambino in una mangiatoia, mentre San Giuseppe, dall’aspetto pensieroso e dalla barba bianca, situato al di sotto di una specie di baldacchino è seduto su di un cuscino cilindrico. La Madonna ha una coperta, decorata molto particolarmente e l'angelo che si affaccia sulla culla pare abbia qualcosa di non identificato in mano.
Al di sotto troviamo i tre Re Magi che stanno camminando, prima dell'incontro con Erode, probabilmente verso Gerusalemme, e parte della donazione del mantello di San Martino. La raffigurazione di questa ultima scena, che ha come significato centrale l'aiuto, potrebbe essere dovuta alla presenza dell'ospizio.
L’autore dei Re Magi dovrebbe essere lo stesso che si è occupato della Natività. Il povero al quale viene donata parte del mantello di San Martino presenta delle somiglianze con gli uomini tra gli alberi dell’abside centrale. A fianco si trova pure un cavallo rappresentato frontalmente.
Generalmente, è difficile ricostruire l’esatta successione delle fasi vissute da Gesù raffigurate nella chiesa di San Bartolomeo, soprattutto per il fatto che alcune mancano, non sono, purtroppo, più presenti.

### Parete nord

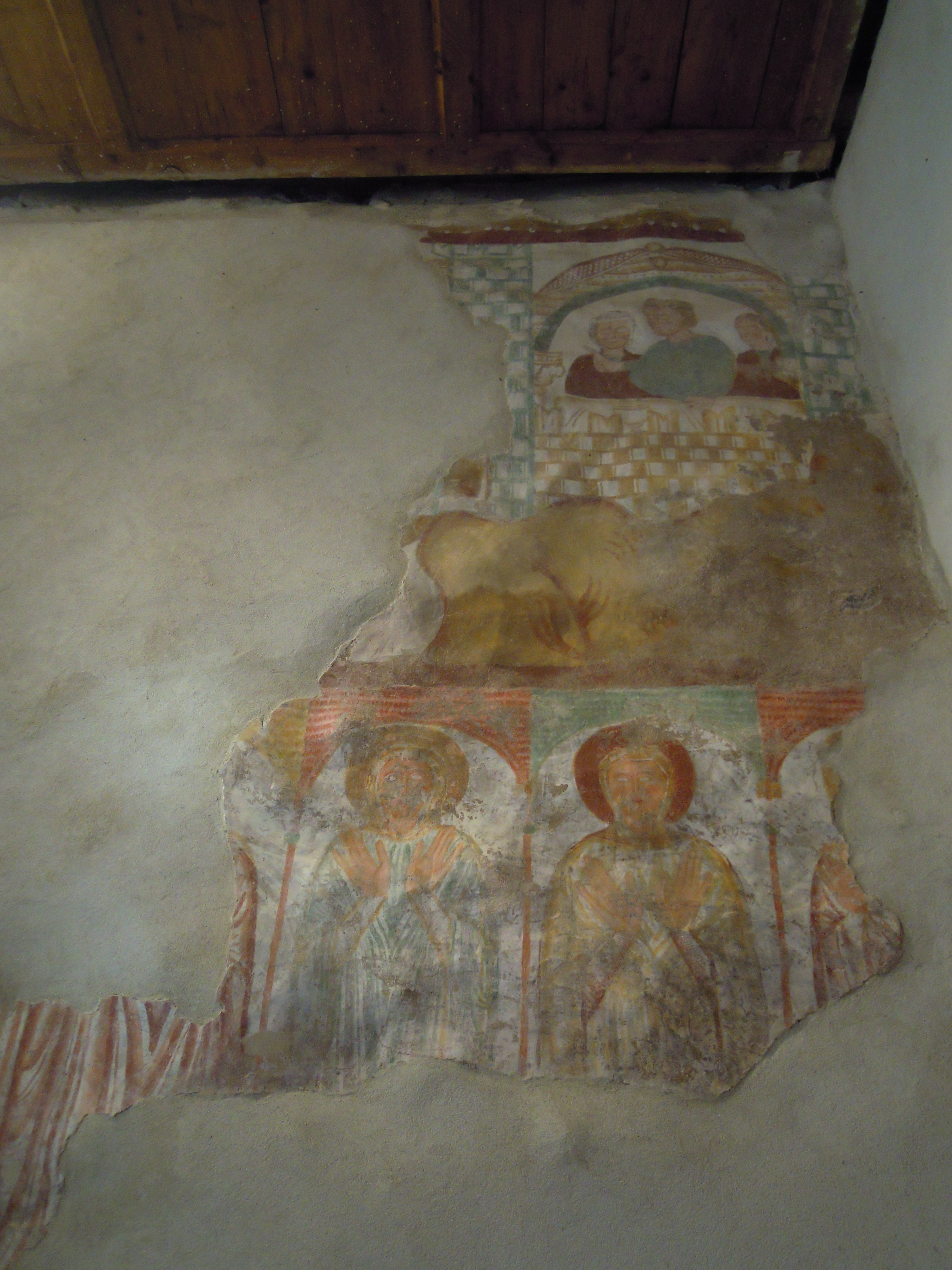
Sezione

La parete settentrionale è divisa in due parti, una parte superiore e una inferiore. La parte superiore è a sua volta divisa in tre settori: in una parte sono visibili due uomini che si differenziano dagli altri per la netta diversità tra la fissità delle figure delle sante e la "mobilità" di questi personaggi. A sinistra di questi, è raffigurato il martirio di un santo, probabilmente San Giovanni Evangelista o Santa Margherita. Si può notare che nella scena è presente un secchio che sta per essere rovesciato sopra la testa del martire. Il volto del martire è lo stesso di quello raffigurato nell'abside destra e nella parete sud. A fianco a questa scena si vedono tre figure all'interno di una costruzione, forse re Erode, la figlia Salomè e la moglie; il re in questa scena ordina il martirio di un altro santo, San Giovanni Battista, davanti a loro è raffigurata una tavola con appoggiata una coppa.
Al di sotto, sullo zoccolo, invece si può notare una traccia di una figura misteriosa e indecifrabile, forse ricoperta di piume o scaglie, con occhi rosso vivo, davanti di essa si può notare una mano umana. L'altra scena sottostante invece rappresenta cinque sante che si trovano sotto delle arcate, decorate con un motivo a punti colorati, sorrette da colonne. Le figure sono illuminate in bianco, così da sembrare più chiare. Queste sante stupiscono per la loro rappresentazione frontale e molto ripetitiva e si differenziano dagli altri personaggi per l'atteggiamento.
In un blocco staccato situato all'interno della chiesa si trova un affresco delle corna di un bovino. Questo lacerto potrebbe far parte di un affresco scomparso di S. Procolo.

### Parete sud

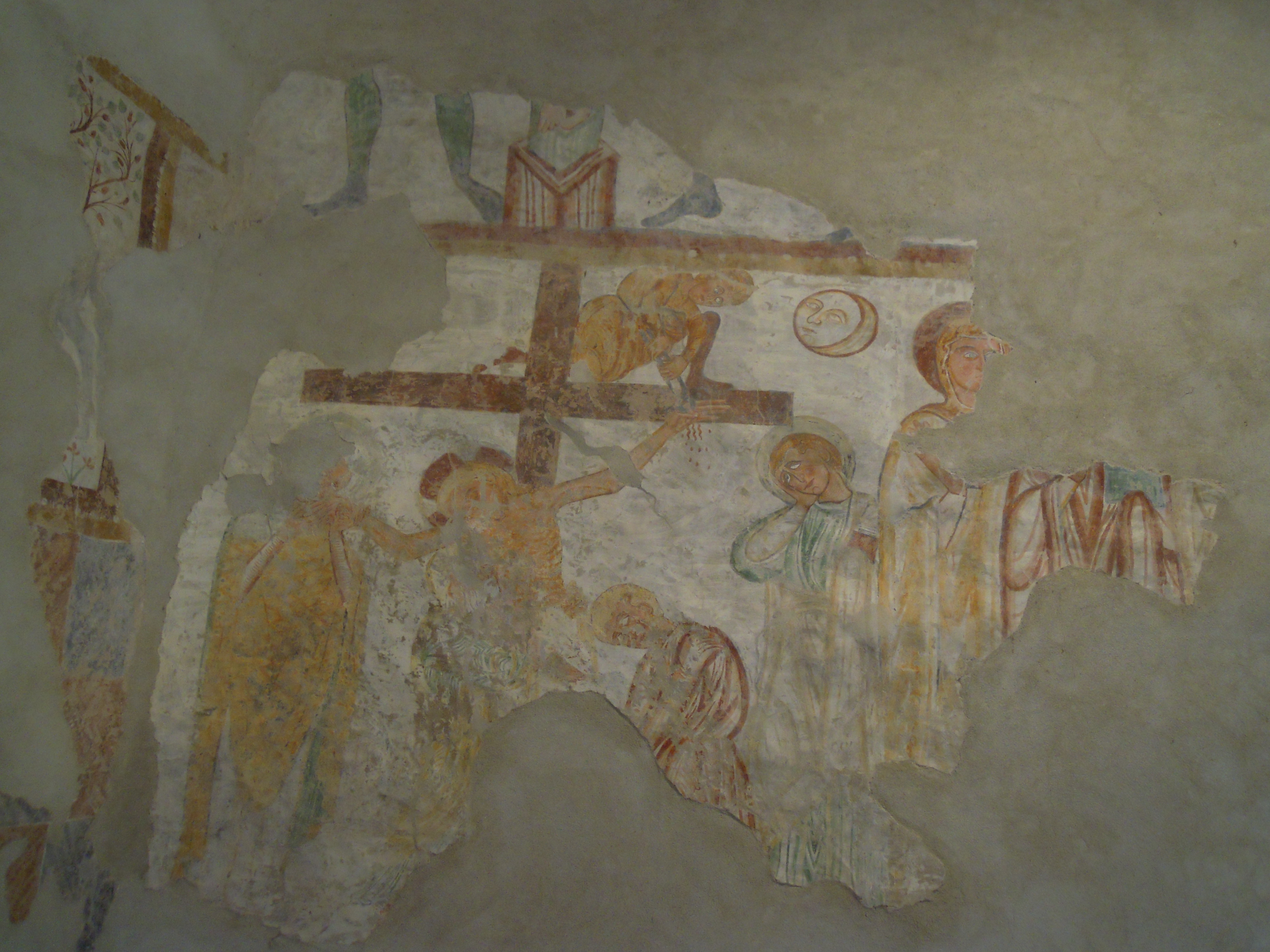
Crocifissione - parete destra

La parete sud (dx) è suddivisa da un fregio, al di sopra è rappresentata la Flagellazione di Gesù o la sua Crocifissione, infatti all'estremo ovest della parete si vede una figura umana, potrebbe trattarsi della scena nella quale avviene la spartizione della veste o come detto prima la Crocifissione. Nella parte inferiore viene raffigurata la scena di Gesù che viene calato dalla croce, questa scena è particolare perché c'è una persona che toglie i chiodi in un modo particolare e inoltre a fianco alla croce sono raffigurati il sole e la luna, il sole sta a rappresentare il papa mentre la luna l'imperatore. In questa parte si vede anche Maria che stringe addolorata la mano di Gesù e si intravede anche la figura dell'apostolo Giovanni, ai piedi della croce. Sempre nella parte inferiore ci sono le donne vicino al sepolcro. Sulla stessa parete a nord è raffigurata la scena del Giudizio universale, sono presenti infatti dei demoni sia a destra che a sinistra, quest'ultimo è seduto sopra ad un calice mentre legge una lunga pergamena. Nella stessa scene ci sono anche delle donne che sembrano essere mosse da un sottile vento, una di loro porta una treccia. Si crede che queste due donne siano state dipinte da un altro artista in epoca successiva, perché presentano dei lineamenti e dei particolari non presenti negli altri dipinti.

## Fonte battesimale

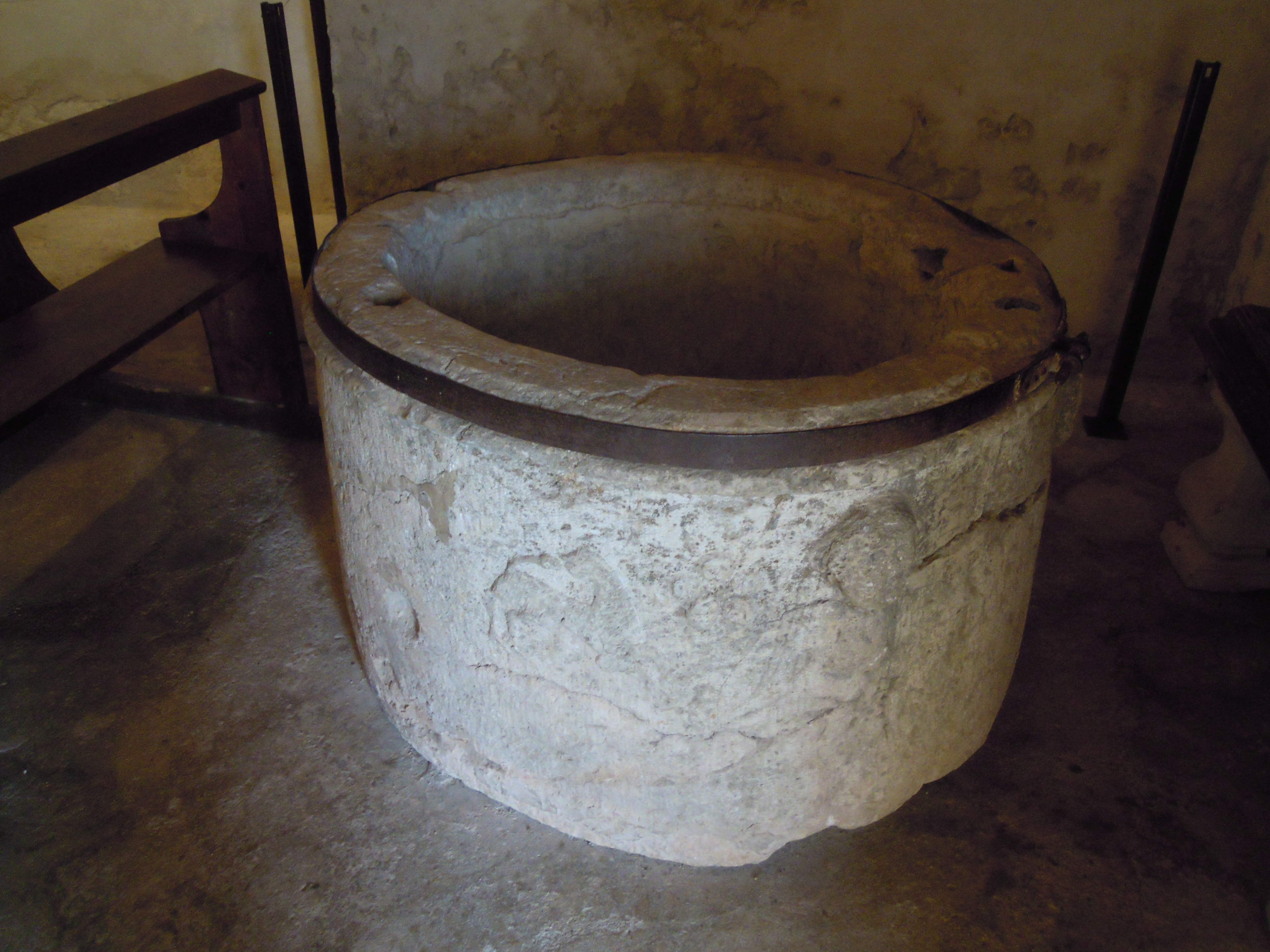
Fonte battesimale

Nell'angolo di destra della porta di accesso è collocato un antico fonte battesimale ad immersione. La vasca, di pianta rotonda, è ricavata da un unico blocco di pietra calcarea bianca. La sua altezza è di 77 centimetri con una circonferenza di 347 centimetri, il diametro del bacino p di 84 centimetri e lo spessore di 13 centimetri. Dal piano di fondo sembrano emergere alcune decorazioni con motivi fitomorfi e antropomorfi scolpite in rilievo, basso ed alto, lungo tutta la circonferenza. Probabilmente tre rosette, due teste e un animale, forse un leone. Numerosi e profondi sono i fori e le lesioni che dimostrano il tentativo di adattare il fonte battesimale ad un uso diverso, come testimonia la presenza di un solco che ospitava il tubo dell'acqua quando la vasca fungeva da fontana. Durante i recenti restauri sono state avanzate ipotesi in merito all'antica collocazione, forse nella vecchia chiesa parrocchiale di Romeno, abbattuta nel 1773.

## Sculture lignee
Nel 1925 vennero fatti dei lavori di restauro alla chiesetta, nella quale erano collocate tre statue lignee: il crocifisso, la Madonna col Bambino e San Bartolomeo. Queste in seguito ai lavori vennero tolte e spostate due nel maso adiacente alla chiesa, il crocifisso invece venne lasciato esposto nell’abside centrale. Successivamente le statue furono trasferite presso la canonica in attesa del restauro avvenuto di recente. Oggi sono esposte ai lati dell'abside maggiore nella Chiesa Arcipretale di Santa Maria Assunta di Romeno.

### Madonna col bambino
Essa è alta 77 cm, è intagliata ed è scavata sul retro. Rappresenta la Madonna vestita con una veste rossa con fiori azzurri e bordure dorate. L'esterno del manto è coperto con foglia d'argento mentre l'interno è ceruleo. Sul suo capo sono fissate due aureole dorate: una in legno, l’altra in metallo. Con la mano sinistra la Madonna regge Gesù nudo, la mano destra del bambino è alzata nell’atto di benedire mentre l’altra mano tiene il simbolo del mondo. Nei capelli riccioluti del Bambinello sono inseriti tre raggi dorati.

### San Bartolomeo
Alta 95,5 centimetri, è intagliata a mezzo tondo ed è il retro piatto. La fattura grossolana denota una provenienza popolare, probabilmente loca. Il santo è in posizione eretta, posto su un piedistallo dipinto di verde. Il manto decorato con pennellate di diverse tonalità di rosso, è coperto di porporina con bordure in foglia d'oro mentre la tunica è azzurra con fiori rossi.
L'opera rappresenta il Santo in posizione eretta, mentre tiene fra le mani da una parte un libro, con delle scritte ormai indecifrabili; dall’altra stringe un coltello, simbolo del suo martirio (morto scuoiato).

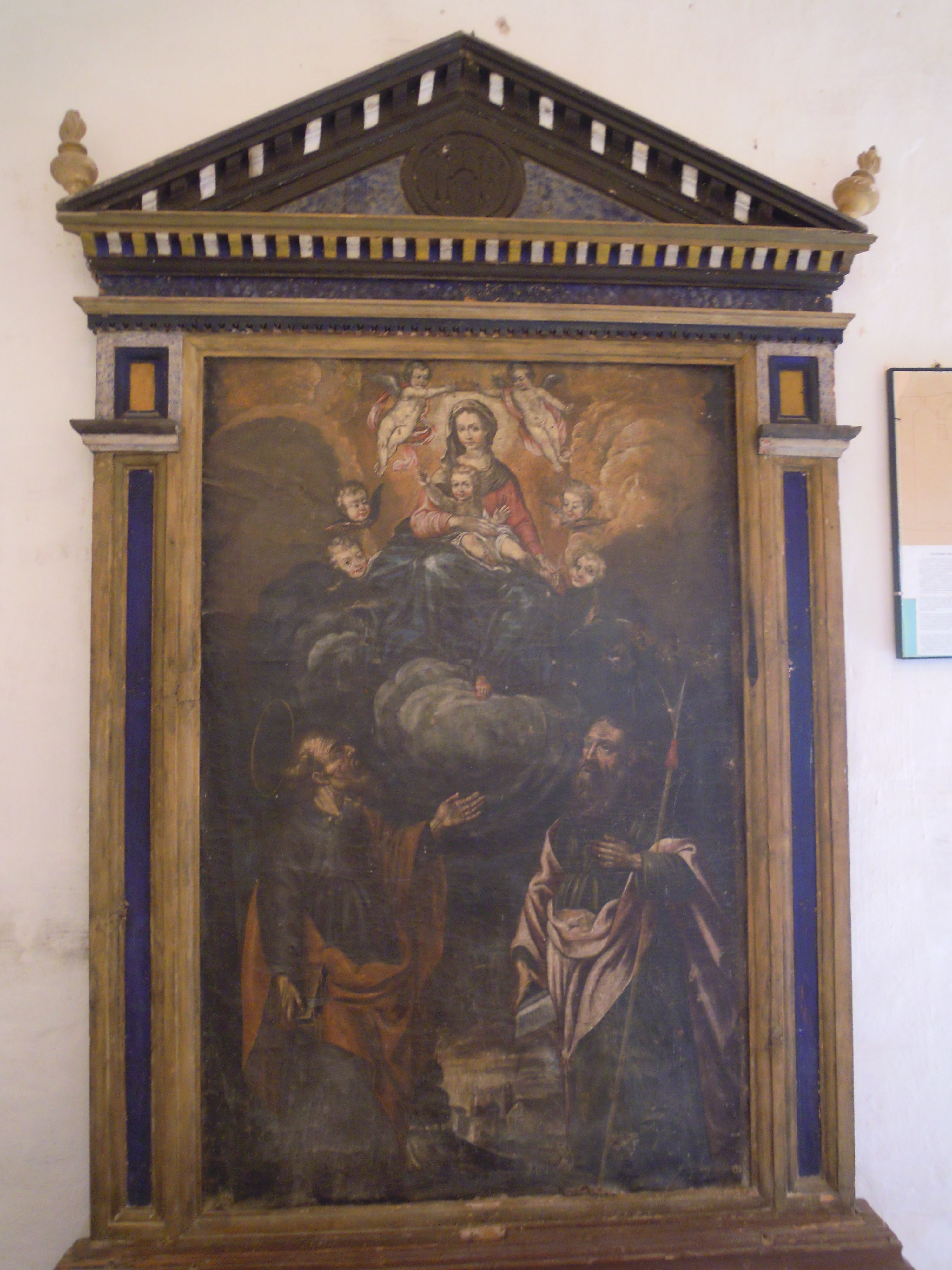
Pala abside centrale - dipinto su tela

## Dipinto su tela
La controfacciata della chiesa ospita un dipinto a olio su tela (140 x 90 centimetri), racchiuso in una cornice lignea policroma. Secondo professor Luigi Rosati costituiva la pala dell'altare maggiore. Il dipinto, di verosimile produzione di una bottega locale, fu rimosso dalla sua posizione originaria probabilmente durante l'intervento di restauro negli anni '20. Il dipinto rappresenta la Madonna col Bambino in gloria, tra angeli che reggono la corona sopra il suo capo, e cherubini. Nell'area inferiore sono rappresentati i santi Bartolomeo (a sinistra) e Tommaso (a destra). Le due figure sono inserite in un paesaggio che ha sullo sfondo una città con una chiesa a due cupole. La tecnica pittorica e l'olio, il supporto una tela in canapa. Sulla tavola in legno naturale, che protegge il retro della tela, sono leggibili alcune iscrizioni e date: una data tracciata con sanguigna "166...", una incisa "1783", altre ottocentesche scrive con matita e accompagnate dai nomi degli esecutori "Cesare Deromedi 1867", "Romedio Deromedi 1867", "Deromedi Ermanno 1883".
La cornice reca, inciso nel timpano, il monogramma "IHS" e ai lati di esso la data "15...81". Le caratteristiche stilistiche sono riconducibili a quell'epoca.